# Botrydesmus lutosus
Botrydesmus lutosus är en mångfotingart som beskrevs av Loomis 1934. Botrydesmus lutosus ingår i släktet Botrydesmus och familjen Stylodesmidae. Inga underarter finns listade i Catalogue of Life.